# Сен-Жорж-Нигремон
Сен-Жорж-Нигремо́н (фр. Saint-Georges-Nigremont) — коммуна во Франции, находится в регионе Лимузен. Департамент коммуны — Крёз. Входит в состав кантона Крок. Округ коммуны — Обюссон.
Код INSEE коммуны — 23198.

## Население
Население коммуны на 2010 год составляло 168 человек.
| 1962 | 1968 | 1975 | 1982 | 1990 | 1999 | 2010 |
| ---- | ---- | ---- | ---- | ---- | ---- | ---- |
| 282  | 246  | 200  | 183  | 156  | 168  | 168  |

## Экономика
В 2010 году среди 89 человек трудоспособного возраста (15—64 лет) 67 были экономически активными, 22 — неактивными (показатель активности — 75,3 %, в 1999 году было 73,4 %). Из 67 активных жителей работали 55 человек (30 мужчин и 25 женщин), безработных было 12 (5 мужчин и 7 женщин). Среди 22 неактивных 1 человек был учеником или студентом, 14 — пенсионерами, 7 были неактивными по другим причинам.